# Zelotaea leucotopus
Espèce
Zelotaea leucotopus est une espèce de papillons de la famille des Riodinidae et du genre Zelotaea.

## Systématique
L'espèce Zelotaea leucotopus a été décrite par Hans Stichel en 1911 sous le protonyme d'Ematurgina leucotopus.

## Liste des sous-espèces
- Zelotaea leucotopus leucotopus
- Zelotaea leucotopus emphatica (Stichel, 1911)[1].

## Description
Zelotaea leucotopus est un papillon blanc bordé de marron. Aux ailes antérieures cette bordure ajoutée à l'apex marron ne laisse plus que deux ou trois aires ovales blanches.

## Écologie et distribution
Zelotaea leucotopus est présent en Bolivie et au Pérou.

### Protection
Pas de statut de protection particulier.